# Pinal County
Pinal County je okres ve státě Arizona v USA. K roku 2010 zde žilo 375 770 obyvatel. Správním městem okresu je Florence. Celková rozloha okresu činí 13 919 km².

## Sousední okresy
| Růžice kompasu |                 | Maricopa County a Gila County |               | Růžice kompasu |
| Růžice kompasu | Maricopa County | Sever                         | Graham County | Růžice kompasu |
| Růžice kompasu | Maricopa County | Pinal County                  | Graham County | Růžice kompasu |
| Růžice kompasu | Maricopa County | Jih                           | Graham County | Růžice kompasu |
| Růžice kompasu | Pima County     |                               |               | Růžice kompasu |